# Martin Nevland
Martin Nevland (* 16. Juni 2001 in Ålgård, Rogaland) ist ein norwegischer Biathlet. Mit sieben Goldmedaillen bei Jugend- und Juniorenweltmeisterschaften ist er der bislang erfolgreichste Biathlet auf dieser Ebene.

## Sportliche Laufbahn
Martin Nevland war schon 2018 im Skilanglauf erfolgreich, als er bei den nationalen Juniorenmeisterschaften bei weit über 100 Startern den zweiten Platz belegte. Sein internationales Debüt im Biathlon gab er beim Olympischen Jugendfestival 2019, wo er Top-10-Plätze verpasste. Im Jahr darauf startete er bei den Juniorenweltmeisterschaften 2020 in der Lenzerheide und war auf Anhieb äußerst erfolgreich, so erzielte er im Sprint Rang 4 und gewann Einzel, Verfolgung und – mit Martin Uldal und Morten Tørblad Sameien – auch das Staffelrennen in überzeugender Manier. Erst zwei Jahre später nahm der Norweger wieder an Juniorenweltmeisterschaften teil, wieder wurde er Doppelweltmeister, da er in Sprint und Verfolgung die Goldmedaille gewann. Im Staffelbewerb vergab er eine weitere Goldmedaille durch eine Strafrunde beim letzten Schießen. Zu Beginn des Winters 2022/23 startete Nevland erstmals im IBU-Cup und erzielte in Idre auf Anhieb Rang 4 im Verfolger. Zwar erreichte er in Ridnaun zwei weitere vierte Plätze, wurde aber nach den Wettkämpfen von Osrblie wieder aus dem Aufgebot genommen. Bei den Juniorenweltmeisterschaften im kasachischen Schtschutschinsk krönte er sich im Verfolger und mit der Staffel um Nevland, Trym Gerhardsen, Einar Hedegart und Isak Frey zwei weitere Male zum Juniorenweltmeister.
Sein erstes Individualpodium im IBU-Cup erreichte Nevland im November 2023 im Einzel von Kontiolahti hinter seinen Landsmännern Johan-Olav Botn und Mats Øverby, am selben Ort siegte er zudem mit Karoline Erdal in der Single-Mixed-Staffel. Im Saisonverlauf war er immer Teil des IBU-Cup-Teams und zeigte konstant starke Leistungen, so sicherte er sich im Mitte Dezember ausgetragenen Massenstart von Sjusjøen seinen ersten Sieg in einem Einzelbewerb und belegte ansonsten, mit drei Ausnahmen, immer einen Platz unter den besten zehn Athleten. Dies verhalf Nevland zum dritten Platz in der Endrangliste, wobei er sich nur seinen Teamkollegen Mats Øverby und Johan-Olav Botn geschlagen geben musste. Bei seinen ersten Europameisterschaften verpasste der Norweger als Viertplatzierter des Einzels eine Medaille knapp. In der Saison 2024/25 konnte er sich nicht für internationale Einsätze qualifizieren, behielt aber trotzdem seinen Kaderstatus in der B-Nationalmannschaft.

## Persönliches
Nevland stammt aus Sandnes im Süden Norwegens, konnte aufgrund des dortigen Schneemangels aber nur auf Skirollern trainieren und lebt daher seit einigen Jahren in Lillehammer.

## Statistiken

### Jugend-/Juniorenweltmeisterschaften
Nevland nahm 2020 an den Jugend-, ab 2022 an den Juniorenwettkämpfen teil.
| Weltmeisterschaften | Weltmeisterschaften | Einzelwettbewerbe | Einzelwettbewerbe | Einzelwettbewerbe | Staffelwettbewerbe | Staffelwettbewerbe |
| Jahr                | Ort                 | Einzel            | Sprint            | Verfolgung        | Herrenstaffel      | Mixedstaffel       |
| ------------------- | ------------------- | ----------------- | ----------------- | ----------------- | ------------------ | ------------------ |
| 2020                | Lenzerheide         | 1.                | 4.                | 1.                | 1.                 | nicht ausgetragen  |
| 2022                | Soldier Hollow      | –                 | 1.                | 1.                | 3.                 | nicht ausgetragen  |
| 2023                | Schtschutschinsk    | 6.                | 5.                | 1.                | 1.                 | 3.                 |

### IBU-Cup-Siege
| Nr. | Datum         | Ort          | Disziplin              |
| --- | ------------- | ------------ | ---------------------- |
| 1.  | 3. Dez. 2023  | Kontiolahti  | Single-Mixed-Staffel 1 |
| 1.  | 16. Dez. 2023 | Sjusjøen     | Massenstart 60         |
| 3.  | 3. März 2024  | Obertilliach | Single-Mixed-Staffel 1 |